# Les Bonus de Guillaume
 (signalé en juillet 2025).
Si vous disposez d'ouvrages ou d'articles de référence ou si vous connaissez des sites web de qualité traitant du thème abordé ici, merci de compléter l'article en donnant les références utiles à sa vérifiabilité et en les liant à la section « Notes et références ».
- Archive Wikiwix
- Bing
- Cairn
- DuckDuckGo
- E. Universalis
- Gallica
- Google
- G. Books
- G. News
- G. Scholar
- Persée
- Qwant
- (zh) Baidu
- (ru) Yandex
- (wd) trouver des œuvres sur Wikidata

Les Bonus de Guillaume est une shortcom qui était intégrée à l'émission Le Grand Journal. Ces sketchs étaient interprétés par Guillaume Gallienne.
Une compilation est sortie en DVD le 20 octobre 2009.

## Fiche technique
- Éditeur : StudioCanal
- Distributeur : Universal StudioCanal Vidéo